# Ever Changing Times
Ever Changing Times je peti solo studijski album Steva Lukatherja in prvi njegov album, ki je izšel po razpadu skupine Toto. Album je izšel 25. februarja 2008.

## Zgodovina
Ever Changing Times je zbirka Lukatherjevih skladb, ki jih je Lukather posnel leta 2007 med turnejami s skupino Toto. Pri snemanju albuma so sodelovali Bill Champlin, Abe Laboriel Jr., Leland Sklar, Steve Porcaro in številni drugi. Pri snemanju je sodeloval tudi Lukatherjev sin Trevor. Joseph Williams je prispeval spremljevalne vokale pri petih skladbah. Lukather je skladbe napisal v hotelski sobi skupaj s svojim sinom in drugimi glasbeniki. Njegova filozofija pisanja skladb je če skladba dobro zveni le s kitaro in vokali, bo zelo verjetno zvenela dobro tudi po celotni produkciji. Pri tem projektu je Lukather sodeloval z Grammyjem nagrajenim producentom Stevom MacMillanom, da bi v snemanje vnesel nove metode in tehnike. Lukather je zadnje skladbe opisal kot »popolno nepopolne« - skladba je bila namreč posneta s petčlansko zasedbo v eni sobi v enem poskusu. MacMillan je Lukatherja spodbudil, da je uporabil »organske, vintage zvoke«. Kot rezultat tega, je Lukather igral kitaro z ojačevalci znamk Marshall, Vox in drugimi znamkami. Lukather je dejal, da mu je MacMillan v studiu pomagal kot »drugi par ušes«, večkrat ga je spodbudil, naj obdrži posnetke, ki bi jih Lukather sicer zavrgel.

## Seznam skladb
| Št. | Naslov                                                                   | Dolžina |
| --- | ------------------------------------------------------------------------ | ------- |
| 1.  | „Ever Changing Times‟ (Steve Lukather, Randy Goodrum)                    | 5:29    |
| 2.  | „The Letting Go‟ (S. Lukather, Goodrum)                                  | 5:52    |
| 3.  | „New World‟ (S. Lukather, Trevor Lukather, Goodrum)                      | 4:32    |
| 4.  | „Tell Me What You Want from Me‟ (S. Lukather, T. Lukather, Phil Soussan) | 5:13    |
| 5.  | „I Am‟ (S. Lukather, Goodrum)                                            | 3:15    |
| 6.  | „Jammin' with Jesus‟ (John Sloman)                                       | 5:55    |
| 7.  | „Stab in the Back‟ (S. Lukather, Goodrum)                                | 5:59    |
| 8.  | „Never Ending Nights‟ (S. Lukather, Goodrum)                             | 5:35    |
| 9.  | „Ice Bound‟ (Lukather, Goodrum)                                          | 4:19    |
| 10. | „How Many Zeros‟ (S. Lukather, Jeff Babko, Stan Lynch)                   | 4:33    |
| 11. | „The Truth‟ (S. Lukather)                                                | 3:50    |

## Zasedba
- Steve Lukather – kitara, vokali
- Trevor Lukather – kitare, riff kitara (4), spremljevalni vokali (3, 6)
- Tina Lukather – spremljevalni vokali
- Abe Laboriel Jr. – bobni
- John Pierce – bas (1)
- Leland Sklar – bas (2, 3, 5-9)
- Phil Soussan – bas (4)
- Steve Weingart – sintetizator (7, 9)
- Jeff Babko – klaviature (1-10)
- Randy Goodrum – sintetizator (1, 2, 5, 10)
- Steve Porcaro – orkestracija, aranžmaji (11)
- Greg Mathieson – hammond orgle (6, 7)
- Steve Macmillan – sintetizatorji (1, 3, 5, 9)
- Olle Romo – sintetizatorji (8)
- Jyro Xhan – sintetizatorji (1)
- Joseph Williams – spremljevalni vokali (1, 3, 6, 8, 9)
- Bill Champlin – spremljevalni vokali (6, 10)
- Bernard Fowler – spremljevalni vokali (3, 6)
- Sharolette Gibson – spremljevalni vokali (6)
- Lenny Castro – tolkala (2, 6-10)